# Saint-Mandé-sur-Brédoire
Saint-Mandé-sur-Brédoire é uma comuna francesa na região administrativa da Nova Aquitânia, no departamento de Charente-Maritime. Estende-se por uma área de 23,21 km². Em 2010 a comuna tinha 316 habitantes (densidade: 13,6 hab./km²).